# 福島県道113号常葉芦沢線
福島県道113号常葉芦沢線（ふくしまけんどう113ごう ときわあしざわせん）は、福島県田村市にある一般県道である。

## 概要

### 路線データ
- 起点：田村市常葉町常葉字早稲川舘
- 終点：田村市船引町芦沢字朴橋
- 総延長：11.063 km[1]
  - 実延長：10.500 km
- 路線認定年月日：1996年3月31日[2]

### 重用路線
- 福島県道19号船引大越小野線（田村市船引町今泉字砂田～同市船引町今泉字田中）
- 国道349号（田村市船引町永谷字下永谷地内）

### 道路施設
田中橋
- 全長：35.88 m
  - 主径間：17.6 m
- 幅員：6.0(10.0) m
- 形式：2径間PC連結プレテンT桁橋
- 竣工：2001年度

田村市船引町今泉字田中から字今泉南に跨り、一級水系阿武隈川水系大滝根川支流の牧野川を渡る。橋上は上下対向2車線で供用され、上り線側に幅員2.5 mの歩道が設置されている。1998年の台風により先代の木橋が流出したことから架け替えが行われた。総工費は2億1千万円。

## 地理

### 通過する自治体
- 福島県
  - 田村市

### 接続・交差する道路
- 国道288号（常葉町常葉字早稲川舘 起点）
- 福島県道302号柳渡戸常葉線（常葉町常葉字上町）
- 福島県道19号船引大越小野線 船引町中心部方面（船引町今泉字砂田）
- 福島県道19号船引大越小野線 小野町方面（船引町今泉字田中）
- 国道349号 水戸市方面（船引町永谷字下永谷）
- 国道349号 伊達市方面（船引町永谷字下永谷）
- 福島県道57号郡山大越線（福島県道300号門沢三春線重用区間）（船引町芦沢字朴橋 終点）

## 沿線
- 田村市立常葉幼稚園
- JR磐越東線磐城常葉駅
- 田村今泉簡易郵便局